# Agallia brachyptera
Agallia brachyptera är en insektsart som först beskrevs av Karl Henrik Boheman 1847.  Agallia brachyptera ingår i släktet Agallia, och familjen dvärgstritar. Arten är reproducerande i Sverige.